# Tempo medio di riparazione
Il significato dell'acronimo MRT è Mean Repair Time, traducibile in italiano come Tempo medio di riparazione.
L'MRT è il valore atteso del tempo di riparazione, dove il tempo di riparazione è quella parte del tempo attivo di manutenzione correttiva, durante il quale vengono eseguite azioni di riparazione su un'entità.
È un parametro utile per valutare l'efficacia del Servizio di Manutenzione, in particolare sotto l'aspetto della manutenibilità.
Questo indicatore è inversamente proporzionale alla manutenibilità.